# Eurytaphria minorata
Eurytaphria minorata là một loài bướm đêm trong họ Geometridae.